# Лафита, Анхель
Анхель Лафита Кастильо (исп. Ángel Lafita Castillo; род. 7 августа 1984 года в Сарагосе) — испанский футболист, полузащитник.

## Карьера
Лафита — воспитанник футбольного клуба «Реал Сарагоса», в ней и дебютировал как профессиональный футболист. С 2007 по 2009 год играл за команду «Депортиво Ла-Корунья», один сезон на правах аренды, после «Депортиво» выкупило права на игрока, но через год Лафита вернулся обратно в «Сарагосу».
В 2012 году стал игроком «Хетафе». Отыграв за команду три с половиной года, Лафита в январе 2016 года перешёл в эмиратский клуб «Аль-Джазира», с которым заключил контракт на два с половиной года.